# イブニクル
『イブニクル』は、アリスソフトより2015年4月24日に発売されたアダルトゲーム。萌えゲーアワード2015やりこみ系作品賞受賞作品。
2018年6月には英語版が発売されたほか、同年10月にはManga Gamerから日本国外に向けてSteamへ配信された。2018年の時点で、続編『イブニクル2』の開発が進められており、2019年2月22日に発売された。
フィールド探索型RPGである本作は、「歩き回って冒険するのが楽しい世界」をコンセプトに、ひたすらエロを求める若者・アスタがたくさんのお嫁さんを目指して冒険を繰り広げる内容となっている。
プロデューサー・ゲームデザインはTADA、ディレクター・シナリオはよーいちろーがそれぞれ担当した。また、『どらぺこ!』に引き続き、CGには『閃乱カグラ』のキャラクターなどを手掛ける八重樫南が起用された。

## あらすじ
創世の聖母イブは、「一人の人間が生涯に一人まで伴侶をもうけることができる」という戒律を定め、モンスターと戦う騎士は、強力な子孫を残すために戒律の例外とした。
青年・アスタリスクは、育ての親である双子の美人姉妹を娶りたいと考え、騎士を目指すことにした。

## システム
広大なワールドマップを探検し、各地の町や城、ダンジョンに立ち寄りながらストーリーを進めていく王道RPG。
戦闘システムは昔ながらのコマンド選択式、育成は経験値によるレベルアップが基本、シナリオも多少の寄り道はあるものの一本道と、非常にオーソドックスな設計。

## 登場人物

### メインキャラクター
アスタリスク
本作の主人公。自分を育ててくれた双子の姉妹を娶るため、騎士を目指す。
心優しく、温厚な性格をしている。
ディレクター兼シナリオライターのTADAはアスタの戦う理由は「女性を不幸にしたくない」とデザイナーズノートの中で述べており、ランスと異なり強姦は好まないとしている。
リッシュ
声 - 北見六花
エデン王国の第二王女。 聖母イブが作った世界に反乱を起こさんとする組織・蛇紋を追っている。
ラミアス
声 - 平野響子
エデン王国の騎士団の一員。家族が優秀だったが故に焦って失敗してばかりだったため、騎士団内で孤立している。
グリグラ
声 - 姫川あいり
ランスロット王国で野宿している少女。
キャスリン
声 - 秋野花
かつて存在したアーサー王国の国民。付与能力の高さから期待されていたが、アーサー王国消滅によってアムゾンからの援助を受けて研究を続けている。
キノウとキョウ
声 - 和葉（キノウ）、萌花ちょこ（ キョウ）
アスタリスクの面倒を見ていた双子の姉妹。

### サブキャラクター
コルピス
不幸な眼鏡少女。

## 開発
『どらぺこ!』発売前、TADAはよーいちろーに対し次回作は『どらぺこ!』のノリのRPGにしたいと話した。
スタッフの多くは『ランス9』の開発で多忙だったため、手が空いていたTADAがゲームデザイナーを務めた。
TADAは『ランス・クエスト』のシステムを応用し、世界地図をマップとして用いる大規模なRPGを作りたいと考えていたが、ランスシリーズには海がないことに気づき、よーいちろーに世界観の構築を依頼した。
戦闘システムなどは『ランス・クエスト（マグナム）』を簡略化したうえでブラッシュアップしたものが取り入れられたほか、世界観もランスシリーズを基に構築された。一方、雰囲気は『どらぺこ!』寄りながらもRPGらしいシリアスな場面も取り入れられた。
TADAは『ランス・クエスト』ではクリアできたユーザーができなかったことへの反省として、少しでも多くのユーザーがエンディングを迎えられるRPGを目指した。